# Regioni del Canada
Lista delle regioni naturali e storiche del Canada.

## Regioni nazionali
Province e territori sono di solito raggruppati nelle seguenti regioni (da ovest a est):
- Canada settentrionale (Il Nord)
  - Yukon
  - Territori del Nord-Ovest
  - Nunavut
- Canada occidentale
  - Columbia Britannica
  - Prairies
    - Alberta
    - Saskatchewan
    - Manitoba
- Canada orientale
  - Canada centrale
    - Ontario
    - Québec

  - Canada atlantico
    - Province marittime
      - Nuovo Brunswick
      - Isola del Principe Edoardo
      - Nuova Scozia

    - Terranova e Labrador

Altre regioni sono:
- Canada inglese, detto talvolta Rest of Canada (eccetto il Québec) quando si considera la lingua più diffusa
- Canada francese
- Canada pacifico
- Acadia
- Corridoio Québec-Windsor
- Four Corners
- Regione dei Grandi Laghi

I seggi del Senato del Canada sono egualmente divisi tra le quattro regioni maggiori: le province marittime, Québec, Ontario, e il Canada occidentale, con uno status speciale per Terranova e Labrador e i Territori.

## Regioni provinciali
Le province e i territori sono tutti suddivisi in regioni per diverse ragioni, ufficiali e non. In alcune province, le regioni sono state definite dai rispettivi governi, in altre, invece, non hanno alcuno status ufficiale.

### Alberta
- Alberta centrale
  - Corridoio Calgary-Edmonton
- Alberta meridionale
  - Cypress Hills
  - Palliser's Triangle
- Alberta settentrionale
  - Peace Country
- Alberta's Rockies
- Regione di Calgary
- Edmonton Capital Region

### Columbia Britannica
- Interno della Columbia Britannica
  - Cariboo
  - Kootenays
    - Columbia Britannica Rockies

  - Okanagan
  - Nechako Plateau
  - Peace River Country
  - Thompson Nicola
- Isola di Vancouver
  - Greater Victoria
- Lower Mainland
  - Area metropolitana di Vancouver
  - Fraser Valley
- Isole Gulf
- Isole Regina Carlotta
- North Coast
- Sunshine Coast

### Manitoba
- Pianure Centrali
- Interlake
- Eastman
- Parkland
- Pembina Valley
- Regione Settentrionale
- Westman
- Winnipeg Capital Region

### Nuovo Brunswick
- Acadian Peninsula
- North Shore
- Gulf Shore
- Fundy Shore
- Fundy Isles
- Tantramar
- Valle del fiume Kennebacasis
- Republic of Madawaska
- Valle del fiume Miramichi
- Valle del fiume St. John
- Metro Moncton
- Greater Saint John
- Greater Fredericton

### Nuova Scozia
- Cape Breton Island
  - Industrial Cape Breton
  - Municipalità regionale di Cape Breton (CBRM)
  - Stretto di Canso
- South Shore
- Eastern Shore
- Municipalità regionale di Halifax (HRM)
- Valle di Musquodoboit
- North Shore
- Nova Scotia centrale
- Nova Scotia settentrionale
- Valle di Annapolis

### Nunavut
- Divisioni censuarie[1]
  - Baffin
  - Keewatin
  - Kitikmeot
- Divisioni amministrative[2]
  - Regione di Kitikmeot
  - Regione di Kivalliq
  - Regione di Qikiqtaaluk

### Ontario
- Ontario settentrionale
  - Ontario nordoccidentale
  - Ontario nordorientale
    - Nickel Belt
- Ontario meridionale
  - Ontario sudoccidentale
    - Georgian Triangle
      - Penisola di Bruce

  - Golden Horseshoe
    - Greater Toronto Area
    - Penisola di Niagara

  - Ontario centrale
    - Laghi Kawartha
    - Muskoka
    - Haliburton
    - Bay of Quinte

  - Ontario orientale
    - Valle di Ottawa
    - National Capital Region
    - Thousand Islands
    - Alta valle di Ottawa

### Isola del Principe Edoardo
- North Shore
- South Shore
- Prince occidentale
- Prince orientale/Area di Summerside
- Queens
- Area di Charlottetown
- Kings

### Québec
- Eastern Townships
- Montérégie
- Monti Laurenziani
- Area della Greater Montreal
- Nord-du-Québec
- Outaouais
- Area della Grande Québec
- Saguenay
- Sud-de-Saint-Laurent
- Québec orientale
- Gaspésie
- Côte-Nord
- Île Jésus
- Isola di Montréal
- Île Perrot
- Île d'Orléans
- Île Bizard
- Isola d'Anticosti
- Isola Magdalen

### Saskatchewan
- Saskatchewan centro-orientale
- Saskatchewan settentrionale
- Area della Greater Regina
- Area della Greater Saskatoon
- Saskatchewan sudorientale
- Saskatchewan sudoccidentale
  - Palliser's Triangle
  - Cypress Hills
- Saskatchewan centro-occidentale
- Regione di Lakeland

### Terranova e Labrador
- Labrador
  - Costa del Labrador
  - Labrador occidentale
  - Nunatsiavut
- Terranova
  - Penisola di Avalon
  - Penisola di Burin
  - Penisola di Bonavista
  - Costa meridionale
  - Costa occidentale
    - Bay of Islands
      - South Shore Bay of Islands
      - North Shore Bay of Islands
      - Corner Brook

    - Bonne Bay
    - Gros Morne
    - Penisola di Port au Port

  - Great Northern Peninsula
    - White Bay

  - Costa nordorientale
  - Fogo Island

### Territori del Nord-Ovest
- Divisioni censuarie[3]
  - Regione di Fort Smith
  - Regione di Inuvik
- Divisioni amministrative[4]
  - Regione di Inuvik
  - Regione di Sahtu
  - Regione di Dehcho
  - Regione di North Slave
  - Regione di South Slave

### Yukon
- Klondike